# Fred Zinnemann
Fred Zinnemann   (Rzeszów, 29 d'abril de 1907 - Londres, 14 de març de 1997) fou un director i productor de cinema austríac, naturalitzat estatunidenc. Va obtenir quatre vegades l'Oscar.

## Biografia
Va néixer a Rzeszów (Àustria-Hongria) en el si d'una família jueva. De jove, a Àustria, volia ser músic, però estudià dret a la Universitat de Viena, i treballava com a càmera a Alemanya amb uns quants principiants (Billy Wilder i Robert Siodmak) abans d'anar als Estats Units per estudiar cinema.
Una de les seves primeres feines a Hollywood va ser un treball com a extra a All Quiet on the Western Front (1930), tot i que se'l va acomiadar per parlar amb el director, Lewis Milestone. Després d'algunes pel·lícules curtes, va aconseguir el seu primer èxit amb The Seventh Cross, una pel·lícula protagonitzada per Spencer Tracy.
Va dirigir molts gèneres de pel·lícula diferents incloent-hi thrillers, westerns, cinema negre, i drama. Dinou actors que han aparegut en les pel·lícules de Zinnemann van rebre nominacions a l'Oscar: entre ells Frank Sinatra, Audrey Hepburn, Glynis Johns, Paul Scofield, Robert Shaw, Wendy Hiller, Jason Robards, Vanessa Redgrave, Jane Fonda, Gary Cooper i Maximilian Schell. La pel·lícula de Zinnemann de 1950 The Men és famosa per haver donat a Marlon Brando el seu primer paper.
Zinnemann va estar en actiu en una carrera excepcional que va durar sis dècades, durant les quals va dirigir 22 llargmetratges, 19 curts i va guanyar quatre Oscars. Potser el seu treball més conegut és Sol davant el perill (1952), un dels primers 25 clàssics del cinema americà escollits el 1989 pel National Film Registry, amb Gary Cooper i Grace Kelly.

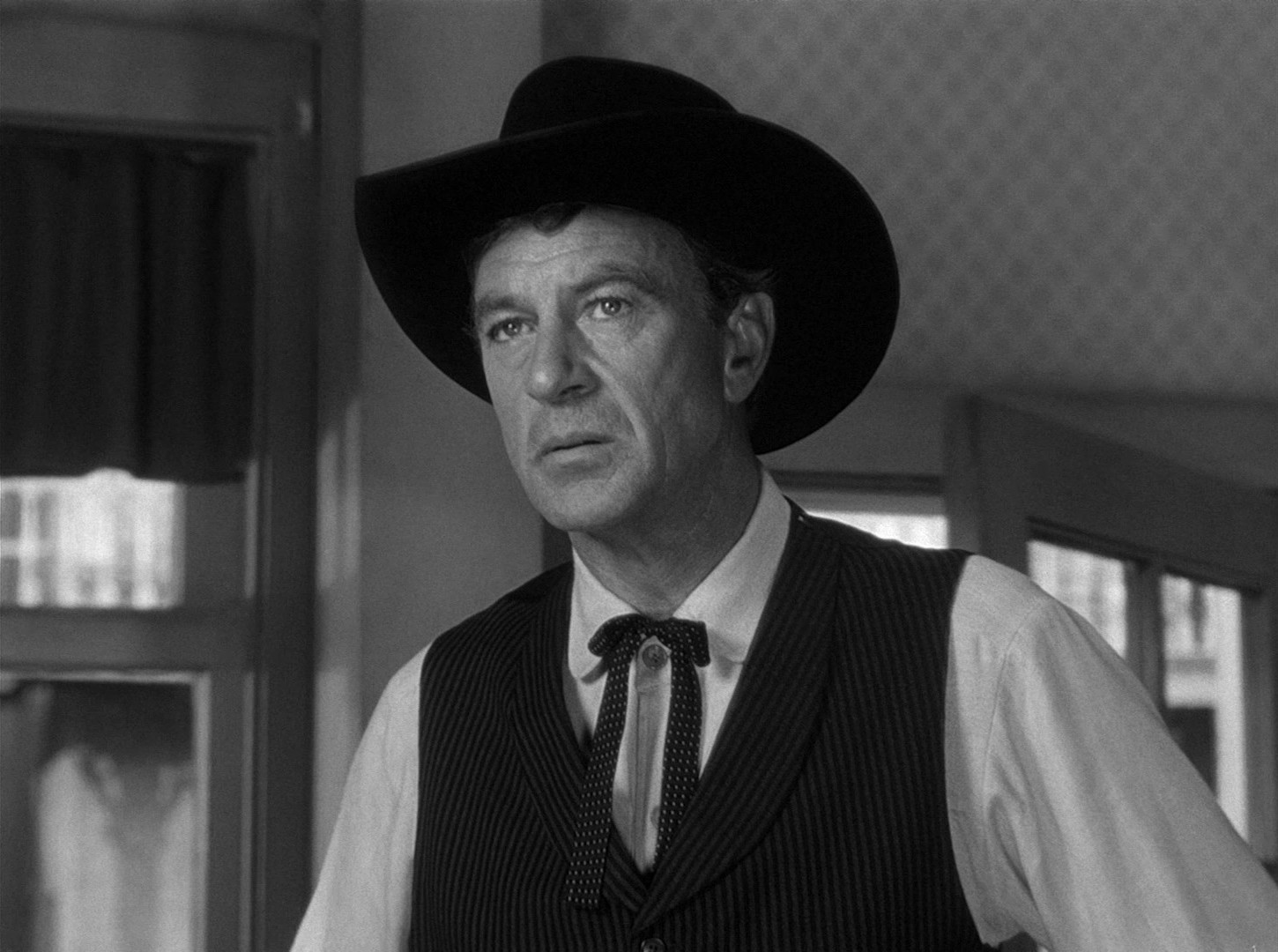
Gary Cooper a Sol davant el perill

Entre les seves pel·lícules, destaquem els drames D'aquí a l'eternitat (1953), Història d'una monja (1959), Un home per a l'eternitat (1966) i Julia (1977). Considerat com a consumat artesà, Zinnemann destacava per l'atenció meticulosa en els detalls, per aconseguir repartiments brillants i una preocupació amb els dilemes morals dels seus personatges.
La predilecció de Zinnemann pel realisme ja és evident en el seu primer treball The Wave (1935), on rodava els exteriors a Mèxic amb actors principalment no professionals reclutats entre els locals, i que és un dels primers exemples de realisme en pel·lícula narrativa. Zinnemann treballaria amb el documentalista Robert Flaherty, una associació que considerava l'esdeveniment més important de la seva vida professional.
El cineasta també va utilitzar gent del poble a The Search (1948), que va guanyar un Oscar pel guió i s'assegurava la seva posició a Hollywood. Es tracta d'un drama de la Segona Guerra Mundial on destacaven les habilitats de Zinnemann com a documentalista i dramaturg. Rodada en una Alemanya destruïda per la guerra, l'actriu principal - en el seu debut al cinema - es preocupa per a un noi txec perdut i traumatitzat per la guerra. En l'esmentada The Men (1950), protagonitzada per Marlon Brando en el paper d'un paraplègic veterà de guerra, Zinnemann filmava moltes escenes en un hospital de Califòrnia on els pacients reals servien d'extres.

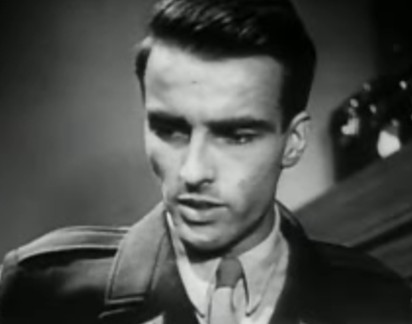
Montgomery Clift en una imatge de The Search

L'elecció dels actors per part de Zinnemann eren tan aviat atrevides com assenyades. Per a la seva adaptació de l'obra The Member of the Wedding (1952), Zinnemann va triar Julie Harris, de 26 anys per una protagonista de 12 anys. A D'aquí a l'eternitat (1953), va catapultar Frank Sinatra, que era en el punt més baix de la seva popularitat. Emulant el seu personatge Maggio, Sinatra va guanyar un Oscar al millor actor secundari. A D'aquí a l'eternitat també presentava Deborah Kerr, més coneguda per papers melindrosos, com l'esposa d'un capità que flirteja amb altres oficials. Audrey Hepburn, normalment en papers de comèdia, feia l'actuació de la seva carrera com l'angoixada Germana Luke a Història d'una monja. Zinnemann expressà la seva admiració per la disciplina, la gràcia i el tracta cap a tots els co·laboradors per part d'Audrey Hepburn.:166
Durant la seva carrera Zinnemann va impulsar una mena de protagonista moralment impel·lit a actuar heroicament en defensa de les seves creences. Hepburn a Història d'una monja i Cooper a Sol davat el perill, són dos exemples d'això. Paul Scofield com Sir Thomas More a Un home per a l'eternitat (1966) donava un retrat brillant d'un home conduït per la consciència al seu destí. Una variació sobre el tema es troba a The Seventh Cross, en què el personatge central - un pres que s'escapa – protagonitzat per Spencer Tracy és passiu i fatalista.
I a Julia (1977), un altre dels èxits de Zinnemann, on Vanessa Redgrave és una hereva americana que abandona la seguretat i comoditat d'un gran patrimoni per dedicar la seva vida a la causa antinazi a Alemanya. La pel·lícula és també coneguda per ser el debut en pantalla de Meryl Streep. Potser el solitari més inusual i pervers a les pel·lícules de Zinnemann és Edward Fox com l'antiheroi despietat en el thriller Xacal (1973), un home que és impel·lit per un gran professionalisme més que per política per intentar matar el president francès Charles de Gaulle.
Va guanyar l'Oscar al millor director per D'aquí a l'eternitat i Un home per a l'eternitat i també va guanyar l'Oscar a la millor fotografia per l'última pel·lícula. Va rebre el seu primer Oscar el 1951 per al documental curt Benjy.
La seva darrera pel·lícula va ser Five Days One Summer, el 1982.

## Filmografia
- 1930: Menschen am Sonntag (assistent de direcció i coguionista)
- 1936: Redes
- 1938: Tracking the Sleeping Death
- 1938: They Live Again
- 1938: That Mothers Might Live
- 1938: A Friend in Need
- 1938: The Story of Doctor Carver
- 1939: Weather Wizards
- 1939: While America Sleeps
- 1939: Help Wanted
- 1939: One Against the World
- 1939: The Ash Can Fleet
- 1939: Forgotten Victory
- 1940: Stuffie
- 1940: The Old South
- 1940: The Great Meddler
- 1940: A Way in the Wilderness
- 1941: Forbidden Passage
- 1941: Your Last Act
- 1942: The Lady or the Tiger?
- 1942: Kid Glove Killer
- 1942: Eyes in the Night
- 1944: The Seventh Cross
- 1946: Little Mister Jim
- 1947: My Brother Talks to Horses
- 1948: The Search
- 1948: Act of Violence
- 1950: The Men
- 1951: Benjy
- 1951: Teresa
- 1952: Sol davant el perill (High Noon)
- 1952: Testimoni de casament (The Member of the Wedding)
- 1953: D'aquí a l'eternitat
- 1955: Oklahoma (Oklahoma!)
- 1957: A Hatful of Rain
- 1958: El vell i la mar (The Old Man and the Sea)
- 1959: Història d'una monja (The Nun's Story)
- 1960: Tres vides errants (The Sundowners)
- 1964: Behold a Pale Horse
- 1966: Un home per a l'eternitat (A Man for All Seasons)
- 1973: Xacal
- 1977: Julia
- 1982: Five Days One Summer

## Premis i nominacions

### Premis
- 1952: Oscar al millor documental curt per Benjy
- 1954: Oscar al millor director per a D'aquí a l'eternitat
- 1960: Oscar al millor director per a Tres vides errants
- 1966: Oscar a la millor pel·lícula per a Un home per a l'eternitat
- 1968: BAFTA a la millor pel·lícula per a Un home per a l'eternitat
- 1968: BAFTA a la millor pel·lícula britànica per a Un home per a l'eternitat
- 1954: Festival Internacional de cinema de Cannes Premi especial per a D'aquí a l'eternitat
- 1977: David di Donatello per a Julia

### Nominacions
- 1949: Oscar al millor director per The Search
- 1953: Oscar al millor director per Sol davant el perill
- 1960: Oscar a la millor pel·lícula per Tres vides errants
- 1960: Oscar al millor director per Tres vides errants
- 1960: Oscar al millor director per Història d'una monja
- 1977: Oscar al millor director per Julia
- 1974: BAFTA a la millor direcció per Xacal
- 1977: BAFTA a la millor direcció per Julia
- 1954: Festival Internacional de Cinema de Cannes Gran Premi per D'aquí a l'eternitat
- 1977: César a la millor pel·lícula estrangera per Julia